# Villa Franconi
Villa Franconi – nieistniejący XVIII-wieczny budynek mieszkalny w Florianie na Malcie, który w latach 1835–1861 został przekształcony w szpital psychiatryczny znany jako Franconi Asylum. Budynek został zburzony pod koniec XIX wieku.

## Historia
Villa Franconi została zbudowana jako rezydencja baliwa Fra Fabrizio Franconiego, rycerza Zakonu Świętego Jana, który służył we flocie Zakonu Maltańskiego. Franconi złożył petycję o otrzymanie bezpłatnej działki we Florianie 24 stycznia 1739, na której początkowo zbudował mały dom z ogrodem. Później rozbudowano go do willi z główną fasadą wzdłuż ówczesnej Strada Magazzeni.
Nieruchomość przeszła później w ręce rodziny Mattei, zanim 30 września 1802 została przejęta przez rząd brytyjski. W 1835 Commissioners of Charity złożyli propozycję utworzenia nowego azylu psychiatrycznego w celu zastąpienia Ospizio we Florianie, które uznano za nieodpowiednie do opieki nad pacjentami chorymi psychicznie. Na miejsce azylu wybrano Villa Franconi, w budynku dokonano zmian konstrukcyjnych, w tym dobudowano pokój odosobnienia.
Franconi Asylum rozpocząło działalność we wrześniu 1835, kiedy 80 pacjentów przeniesiono z Ospizio; liczba ta wzrosła do 116 na początku 1836. Pacjenci z cięższymi przypadkami choroby psychicznej początkowo pozostali w Ospizio, ale zostali również przeniesieni w 1838, a w tym samym roku nieruchomość została powiększona, gdy włączono do niej sąsiedni dom. Do 1848 przytułek osiągnął pełną pojemność 170 pensjonariuszy.
Villa Franconi znajdowała się na terenie miejskiego obszaru mieszkalnego, a sąsiedzi podobno dokuczali i szydzili z pacjentów, którzy byli w nim zamknięci. Starania o przeniesienie azylu rozpoczęły się w 1851, ogłoszono konkurs na projekt, który wygrał Francesco Cianciolo. Nowy zakład dla umysłowo chorych (później przemianowany na Szpital Mount Carmel) został zbudowany w latach 1853–1861 na terenie Attard, a 253 pacjentów przebywających w Villa Franconi przeniesiono do nowego zakładu w lipcu 1861.
W 1871 Villa Franconi została przekształcona w stołówkę oficerską, a kilka lat później została zburzona. Teren podzielono na dwadzieścia działek, na których postawiono budynki mieszkalne.
Nazwa azylu dała początek metonimii ta’ Frankuni, która weszła do słownika języka maltańskiego jako odniesienie do szpitali psychiatrycznych.